# Prljavo kazalište (album)
Prljavo kazalište prvi je studijski album zagrebačkog rock sastava Prljavo kazalište. Vokal na albumu je Davorin Bogović, a album obiluje punk rock pjesmama. Na albumu se nalaze hitovi: "Mladić u najboljim godinama", "Subotom uveče" i "Sretno dijete". Ukupno trajanje je 30:47.
Produkciju je radio Ivan Piko Stančić, a album 1979. godine objavljuje diskografska kuća Suzy.

## Popis pjesama

### A strana
1. "Ja sam mladić u najboljim godinama" (1:55)
2. "Bit će bolje" (1:35)
3. "U mojoj općini problema nema" (2:28)
4. "Neki dječaci (Some Boys)" (4:43)
5. "Veze i poznanstva" (3:06)
6. "Noć" (2:06)

### B strana
1. "Čovjek za sutra" (1:44)
2. "Subotom uveče" (3:47)
3. "Što je to u ljudskom biću što ga vodi prema piću" (2:44)
4. "Sretno dijete" (2:04)
5. "Na posljednjoj tramvajskoj stanici" (4:35)

## Izvođači
- ritam gitara, vokal - Jasenko Houra
- vokal - Davorin Bogović
- solo gitara - Marijan Brkić
- bas gitara - Ninoslav Hrastek
- bubnjevi - Tihomir Fileš

## Gosti
- solo gitara - Zoran Cvetković

## Produkcija
Materijal je sniman između travnja i svibnja 1979. godine u studiju 'Trooly Sound Service' u Zagrebu.
- Producent - Ivan Piko Stančić
- Glazba, tekst - Jasenko Houra
- Izvršni producent - Milan Škrnjug
- Snimatelj - Petko Kantarđijev
- Dizajn - Mirko Ilić
- Fotografija - Siniša Knaflec

## Vanjske poveznice
- Stranice sastava Prljavo kazalište  Arhivirana inačica izvorne stranice od 12. srpnja 2011. (Wayback Machine) - Recenzija albuma
- Feljton o počecima grupe